# Constantă de aciditate
Constanta de aciditate (Valoarea pKa) este o constantă care ne oferă informația în ce măsură o substanță este într-o stare de echilibru reversibil cu schimb de protoni hidratați (hidroniu) într-o soluție apoasă:
{\displaystyle \mathrm {HA+H_{2}O\ \rightleftharpoons \ H_{3}O^{+}+A^{-}} }.
Ka este o constantă de echilibru, care exprimă tăria unui acid. Deseori se folosește logaritmul cu semn schimbat aplicat valorii constantei de aciditate, care este notat cu pKa, engl. acid.

## Reacția acido-bazică
Reacția dintre un acid (HA) și o bază A− într-o soluție apoasă:
{\displaystyle \mathrm {HA+H_{2}O\ \rightleftharpoons \ H_{3}O^{+}+A^{-}} }
După legea acțiunii maselor se poate scrie valoarea constantei K :
{\displaystyle {\frac {c(\mathrm {H} _{3}\mathrm {O} ^{+})\cdot c(\mathrm {A} ^{-})}{c(\mathrm {HA} )\cdot c(\mathrm {H} _{2}\mathrm {O} )}}=K}
Deoarece concentrația în apă  (c(H2O)) c(H2O)  Ka
{\displaystyle K_{\mathrm {a} }={\frac {c(\mathrm {H} _{3}\mathrm {O} ^{+})\cdot c(\mathrm {A} ^{-})}{c(\mathrm {HA} )}}}
Frecvent este valoarea negativă logaritmică Ka, care e dată ca așa numită valoare pKa.
{\displaystyle \mathrm {p} K_{\mathrm {a} }=-\lg \left(K_{\mathrm {a} }\cdot 1\mathrm {\frac {l}{mol}} \right)=-\lg \left({\frac {c(\mathrm {H} _{3}\mathrm {O} ^{+})\cdot c(\mathrm {A} ^{-})}{c(\mathrm {HA} )}}\cdot 1\mathrm {\frac {l}{mol}} \right)}
Cu cât valoarea  pKa este mai mică cu atât va fi acidul mai tare.
Ca de exemplu în cazul acidului azotic HNO3. Gradul de disociere este 82 % , valoarea pKa = 1,32, pe când acidul acetic cu un grad de disociere (a protonilor) de 0,4 % are o valoare pKa = 4,75.

## Valorile unor legături exprimate prin constantele: pKa- și pKb
| Tăria acidului | pKa   | Acid + H2O {\displaystyle \ \rightleftharpoons \ } H3O+ + Bază | Acid + H2O {\displaystyle \ \rightleftharpoons \ } H3O+ + Bază | pKb   | Tăria bazei |
| -------------- | ----- | -------------------------------------------------------------- | -------------------------------------------------------------- | ----- | ----------- |
| f. tare        | −10   | HClO4                                                          | ClO4−                                                          | 24    | f. slab     |
| f. tare        | −10   | HI                                                             | I−                                                             | 24    | f. slab     |
| f. tare        | −6    | HCl                                                            | Cl−                                                            | 20    | f. slab     |
| f. tare        | −3    | H2SO4                                                          | HSO4−                                                          | 17    | f. slab     |
| tare           | −1,74 | H3O+                                                           | H2O                                                            | 15,74 | slab        |
| tare           | −1,32 | HNO3                                                           | NO3−                                                           | 15,32 | slab        |
| tare           | 1,92  | HSO4−                                                          | SO42−                                                          | 12,08 | slab        |
| tare           | 2,13  | H3PO4                                                          | H2PO4−                                                         | 11,87 | slab        |
| tare           | 2,22  | [Fe(H2O)6]3+                                                   | [Fe(OH)(H2O)5]2+                                               | 11,78 | slab        |
| tare           | 3,14  | HF                                                             | F−                                                             | 10,68 | slab        |
| tare           | 3,75  | HCOOH                                                          | HCOO−                                                          | 10,25 | slab        |
| tărie medie    | 4,75  | CH3COOH                                                        | CH3COO−                                                        | 9,25  | tărie medie |
| tărie medie    | 4,85  | [Al(H2O)6]3+                                                   | [Al(OH)(H2O)5]2+                                               | 9,15  | tărie medie |
| tărie medie    | 6,52  | H2CO3                                                          | HCO3−                                                          | 7,48  | tărie medie |
| tărie medie    | 6,92  | H2S                                                            | HS−                                                            | 7,08  | tărie medie |
| tărie medie    | 7,20  | H2PO4−                                                         | HPO42−                                                         | 6,80  | tărie medie |
| slab           | 9,25  | NH4+                                                           | NH3                                                            | 4,75  | tare        |
| slab           | 9,40  | HCN                                                            | CN−                                                            | 4,60  | tare        |
| slab           | 10,40 | HCO3−                                                          | CO32−                                                          | 3,60  | tare        |
| slab           | 12,36 | HPO42−                                                         | PO43−                                                          | 1,64  | tare        |
| slab           | 13,00 | HS−                                                            | S2−                                                            | 1,00  | tare        |
| slab           | 15,74 | H2O                                                            | OH−                                                            | −1,74 | tare        |
| f. slab        | 15,90 | CH3CH2-OH                                                      | CH3-CH2-O−                                                     | −1,90 | f. tare     |
| f. slab        | 23    | NH3                                                            | NH2−                                                           | −9    | f. tare     |
| f. slab        | 34    | CH4                                                            | CH3−                                                           | −20   | f. tare     |